# Louis d'Aurelle de Paladines
Louis Jean Baptiste d'Aurelle de Paladines, né le 9 janvier 1804 au Malzieu-Ville (Lozère) et mort le 17 décembre 1877 à Versailles, est un militaire français, général de division et grand-croix de la Légion d'honneur.

## Biographie

### Années de formation
Né au Malzieu (Lozère), il effectue ses études au Prytanée national militaire avant de s'illustrer dans la carrière d'officier. Il  entre à Saint-Cyr le 6 octobre 1822, est nommé sous-lieutenant au 64e de ligne le 1er octobre 1824, lieutenant le 26 juin 1830, et capitaine adjudant-major le 30 décembre 1834.

### Carrière militaire

#### Conquête de l'Algérie (1841-1848)
Embarqué pour l’Algérie en septembre 1841, il y combat jusqu’en juillet 1848. Durant cette campagne il  est cité à plusieurs reprises pour sa conduite au cours des combats et blessé une fois à la jambe. Chef de bataillon en février 1843, il est fait chevalier de la Légion d’honneur le 20 décembre de la même année, puis promu officier de la Légion d'honneur en janvier 1846 et lieutenant-colonel en avril 1847.

#### Expédition de Rome (1849)
Il participe aux campagnes italiennes de 1848 et 1849, avant d'aller prendre garnison à Paris. 
Le 30 juin 1849, il est élevé au grade de colonel du 28e de ligne à Cherbourg.

#### Retour en Algérie (1850)
En janvier 1850, il remplace le colonel de Canrobert dans le commandement du régiment de zouaves, à Alger, qu'il conserve jusqu'en décembre 1851.

#### Guerre de Crimée
Mis à la disposition du gouverneur général de l’Algérie, il participe, en 1854, à la guerre de Crimée en tant que général de brigade et, le 21 octobre, il est promu commandeur de la Légion d’honneur.
Le 17 mars 1855, il est promu général de division. 

#### Campagne d'Italie (1859)
Pendant la campagne en Lombardie, en 1859, il commanda depuis Marseille l'approvisionnement en hommes et en vivres des différents lieux de bataille. 
Le 28 décembre 1859, après la guerre contre l’Autriche, il est élevé à la dignité de grand officier de la Légion d’honneur et, le 28 décembre 1868, à celle de grand-croix. Il passe le 15 janvier 1870 au cadre de réserve, ayant atteint sa limite d’âge.

#### Guerre franco-allemande de 1870
Placé sur les listes de réserve en 1869, on le rappelle à l’activité le 17 août 1870, au commencement de la guerre contre la Prusse, et on lui donne la 7e division puis, le 23 septembre, le commandement supérieur des 15e, 16e et 18e divisions territoriales dans l’Ouest.

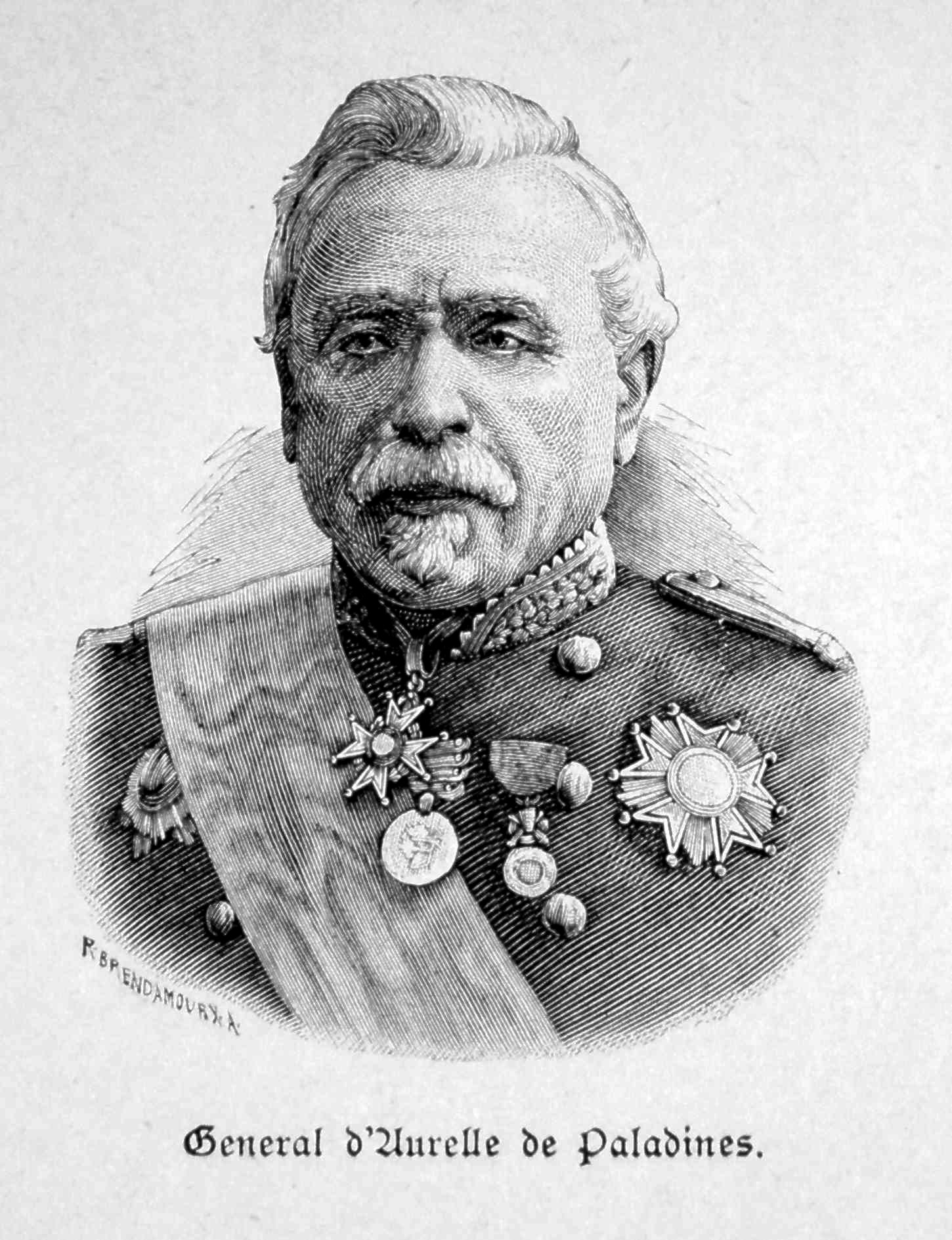
Portrait tiré de Krieg und Sieg 1870-71 (éd. Julius von Pflugk-Harttung, 1895-96).

Le 11 octobre, on lui confie le 11e corps, puis le commandement en chef de l’armée de la Loire. Le 26 octobre, il reçoit l'ordre de marcher sur Orléans, mais tergiverse près de 13 jours[réf. nécessaire], alors que les Allemands sont inférieurs en nombre.
Après la première capture d'Orléans par les Prussiens, il est nommé par le gouvernement de la Défense nationale, en novembre 1870, à la tête de l'Armée de la Loire. Au début, il remporte des succès contre Tann-Rathsamhausen, gagnant la bataille de Coulmiers et obligeant les Prussiens à évacuer Orléans. 
Malgré l'insistance de Léon Gambetta à poursuivre le mouvement et enfoncer les 45 000 hommes de von der Tann et Mecklembourg qui barrent la route de Paris, le général d'Aurelle se retranche dans la ville d'Orléans avec ses 100 000 hommes pendant un mois. Cette inertie permet aux troupes allemandes, renforcées par les armées libérées du siège de Metz, après la reddition du maréchal Bazaine, de reprendre Orléans en décembre. 
La bataille de Beaune-la-Rolande, le 28 novembre, se solde par la défaite de la France. D'Aurelle de Paladines est contraint de se retirer en Sologne où il est remplacé.
La délégation de Tours du gouvernement le met en disponibilité le 7 décembre 1870, en raison de ses opinions politiques, mais aussi de son flottement supposé face aux Allemands. Il est remplacé à la tête de l'Armée de la Loire par le général Chanzy.
Le 6 mars, dans les jours qui précédent le déclenchement de la Commune de Paris, le gouvernement Thiers le nomme commandant en chef de la Garde nationale de Paris. Le 18 mars, début du soulèvement communaliste, il se réfugie à Versailles.

### Carrière politique

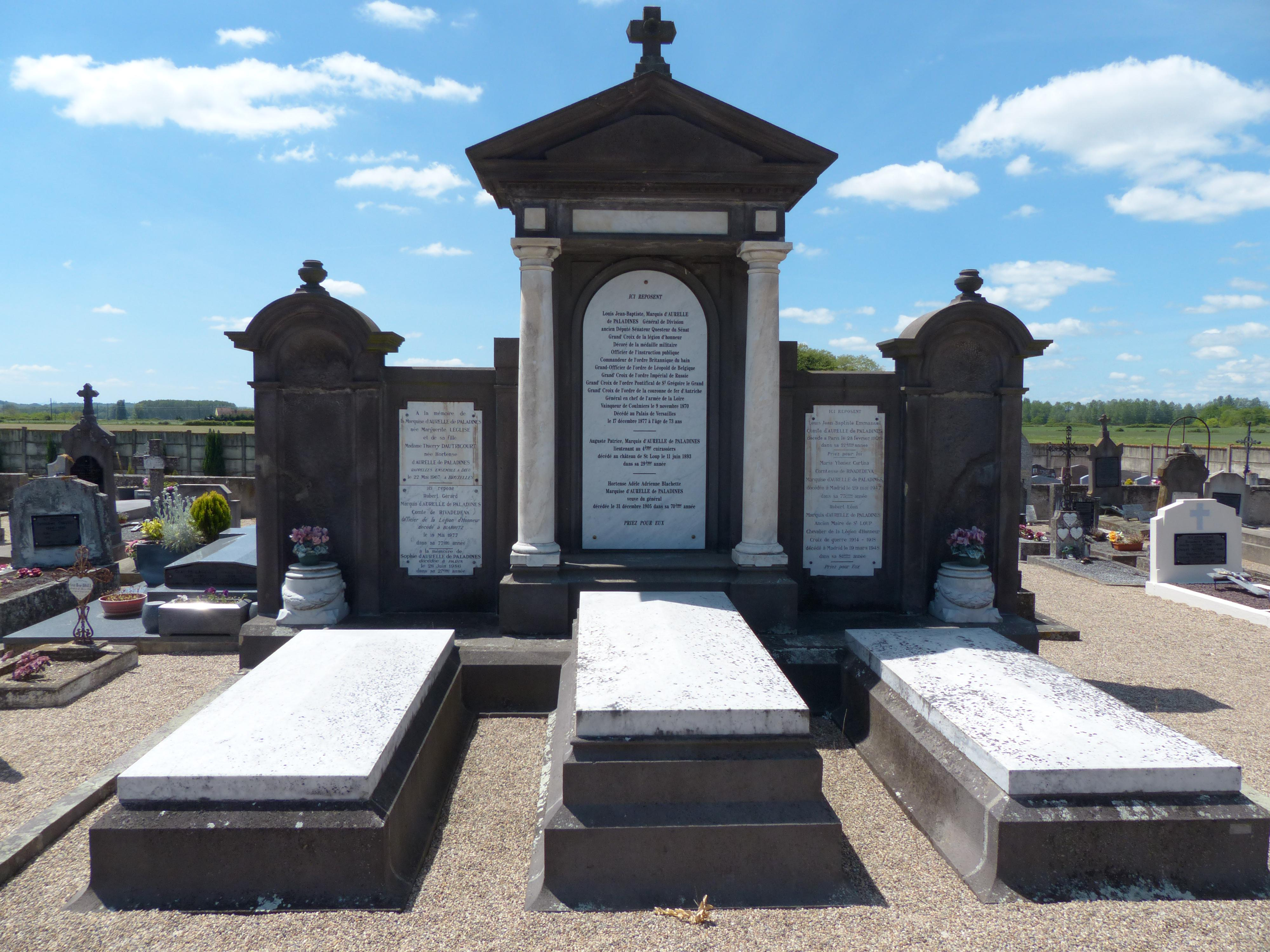
Tombe de la famille Aurelle de Paladines au cimetière de Saint-Loup (Allier).

Après l'armistice, il est élu à l'Assemblée nationale dans les départements de l'Allier et de la Gironde. Il siège pour l'Allier et est un des quinze officiers choisis pour assister aux négociations de paix. Il est décoré de la Médaille militaire, et on lui confie le commandement de Bordeaux, mais il prend sa retraite en 1872. Élu sénateur à vie en 1875, il soutient la majorité royaliste en 1876.
Il meurt à Versailles en 1877. Il repose au cimetière de Saint-Loup (Allier).

## Publication
- La Première Armée de la Loire, 1872.

## Décorations
- Médaille militaire (13 juillet 1871)[3]
- Grand-croix de la Légion d'honneur (28 décembre 1868)[4]
  - Grand officier le 28 décembre 1859
  - Commandeur le 21 octobre 1854
  - Officier le 25 janvier 1846
  - Chevalier le 20 décembre 1843

## Hommages posthumes
- À Paris, 

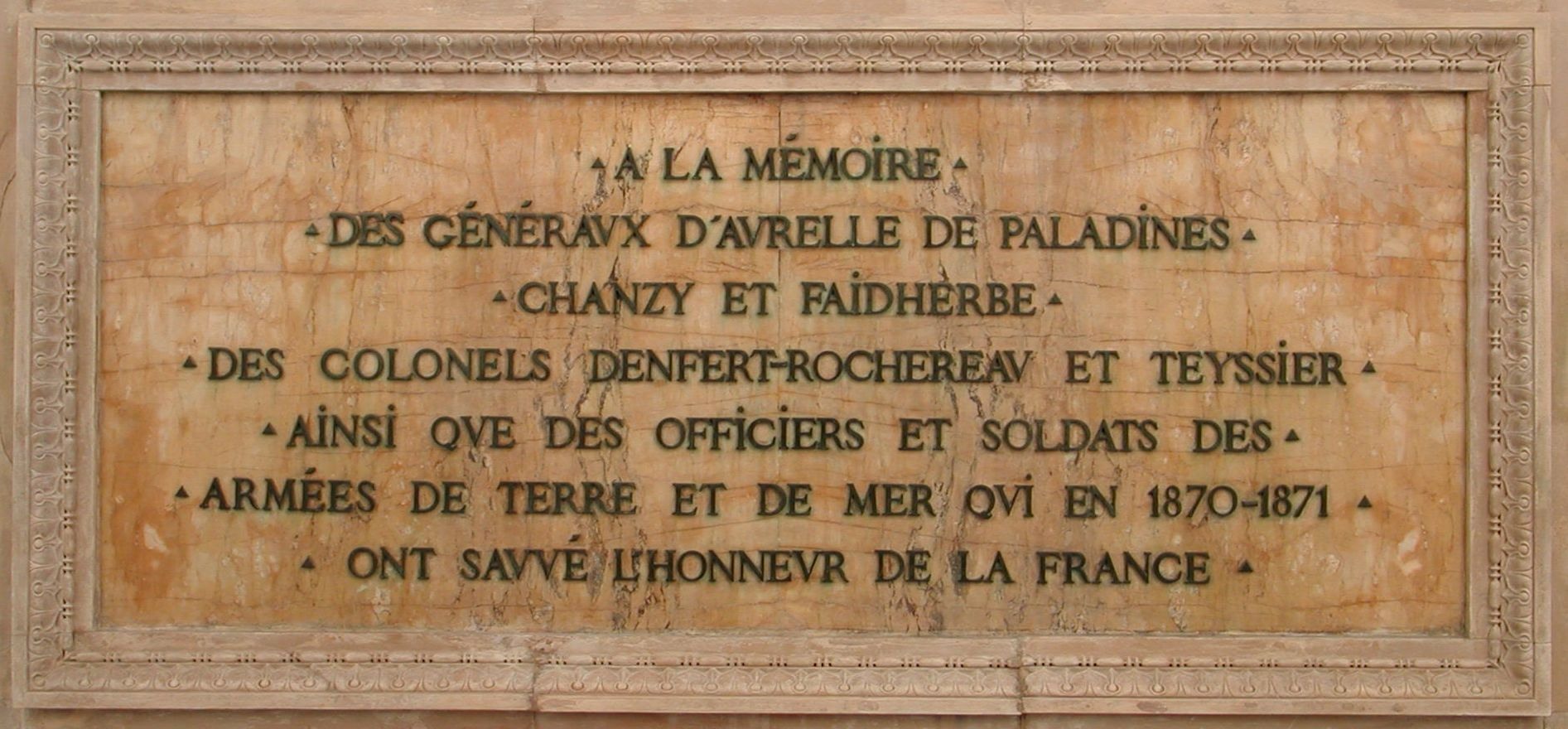
Inscription au Panthéon, Paris

  - un boulevard du 17e arrondissement porte son nom (le boulevard d’Aurelle-de-Paladines),  depuis 1930 ;
  - au Panthéon, sous l'urne où repose le cœur de Léon Gambetta, une inscription rend hommage aux généraux de la Guerre de 1870 :

« A la mémoire des généraux d'Aurelle de Paladines, Chanzy et Faidherbe, des colonels Denfert-Rochereau et Teyssier ainsi que des officiers et soldats des armées de terre et de mer qui en 1870-1871 ont sauvé l'honneur de la France. »
. C'est à son succès à la bataille de Coulmiers qu'il doit cet honneur.  
- À Nantes, une rue d'Aurelle-de-Paladines existe depuis 1907.
- À Marvejols, en Lozère, il y a un boulevard d'Aurelle de Paladines .
- La commune algérienne de Bir El Arch, colonie fondée en 1873, reçut, jusqu'en décembre 1915, le nom de Paladines, en son honneur.
- À Verdun, une statue, œuvre de Suzanne Lifraud, est située au carrefour des Maréchaux[5].

## Pour approfondir